# پورنیما (خواننده)
پورنیما شرستا (زاده ۶ سپتامبر ۱۹۶۰ با نام سوشما شرستا)، یک خواننده پلی بک هندی است. پورنیما که از جامعه نیوآر نپالی است در بمبئی متولد شد. پدر او آهنگساز موسیقی بهولانات شرستا بود که عمدتاً با کارگردانان موسیقی فیلم هندی کار می‌کرد. او اهل کاتماندو بود و در کلکته و سرانجام در بمبئی ساکن شد.
سوشاما اولین آهنگ خود را در ۱۱ نوامبر ۱۹۶۹ با محمد رفیع و سومان کالیانپور ضبط کرد. او اولین خواننده موفق کودک در فیلم‌های هندی بود. پورنیما یکی از داوران فصل سوم نمایش واقعیت خوانندگی بهارات کی شان: ستاره آوازخوان بود که در پرایم تایم از دوردارشان پخش شد.